# Gœulzin
Gœulzin ist ein Dorf und eine Gemeinde im französischen Département Nord in der Region Hauts-de-France. Die Gemeinde gehört zum Arrondissement Douai und ist Mitglied im Gemeindeverband Douaisis Agglo. Die Bewohner werden Gœulzinois und Gœulzinoises genannt.

## Geografie
Die Gemeinde Gœulzin liegt am Canal de la Sensée, der hier die Grenze zum Département Pas-de-Calais bildet, etwa sechs Kilometer südlich von Douai. Die Gemeinde grenzt im Nordwesten an Férin, im Nordosten an Dechy, im Osten und im Südosten an Cantin, im Südwesten an Estrées und im Westen an Gouy-sous-Bellonne.

## Geschichte
Der Ort wurde erstmals im Jahr 1076 als „Golesin“ genannt. 

## Bevölkerungsentwicklung
| Jahr                       | 1962 | 1968 | 1975 | 1982 | 1990 | 1999 | 2008 | 2013 | 2020 |
| Einwohner                  | 860  | 848  | 891  | 893  | 1080 | 1096 | 1075 | 1016 | 1045 |
| Quellen: Cassini und INSEE |      |      |      |      |      |      |      |      |      |

## Sehenswürdigkeiten
- Schlossruine, erbaut im 17./18. Jahrhundert, seit 2002 ist sie in Teilen als Monument historique ausgewiesen, seit 2007 in weiteren Teilen
- Ehemalige Brauerei Broquet Dubois, später Broquet Frères, aus dem 19. Jahrhundert
- Kirche Saint-Jacques le Majeur (deutsch Jakobus der Ältere)

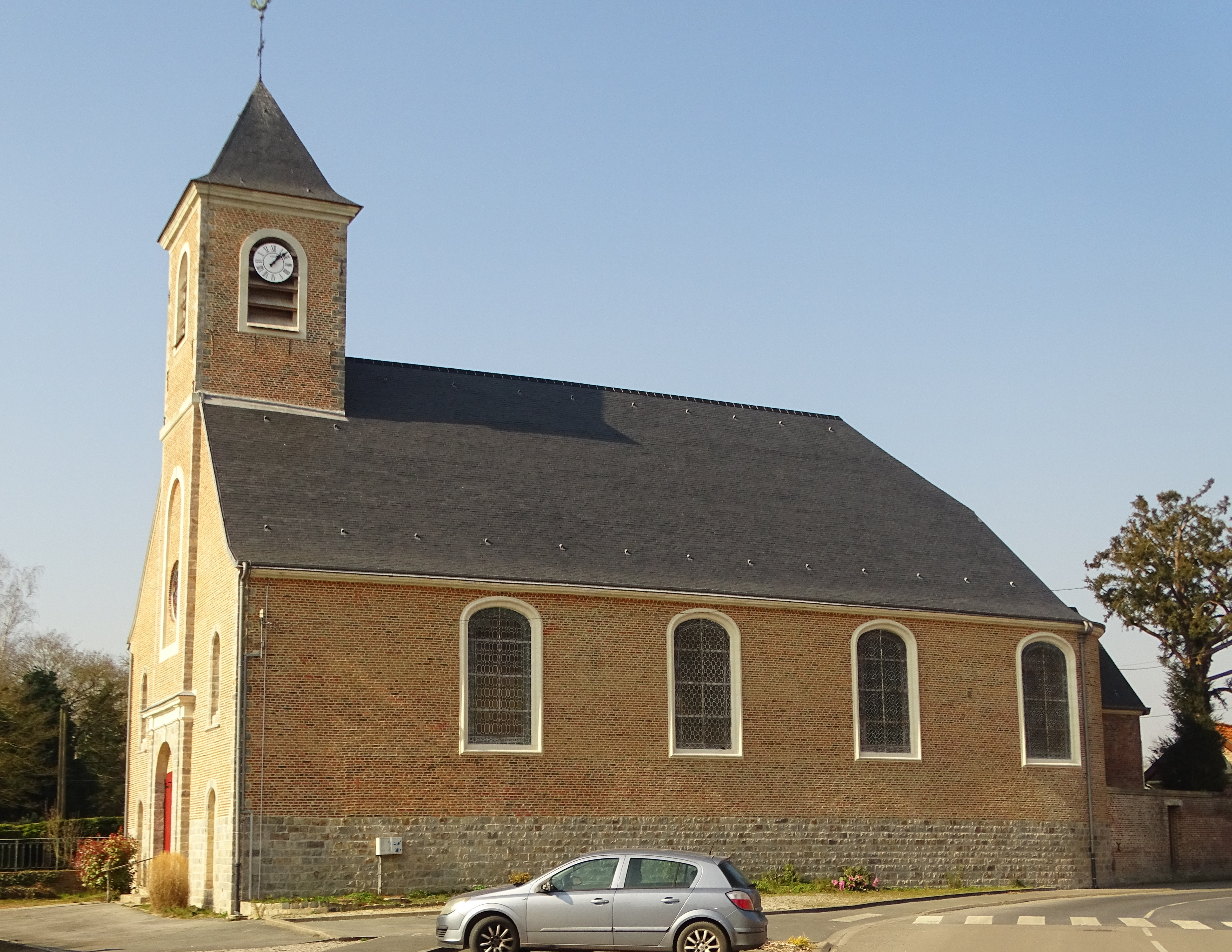
Kirche Saint-Jacques le Majeur
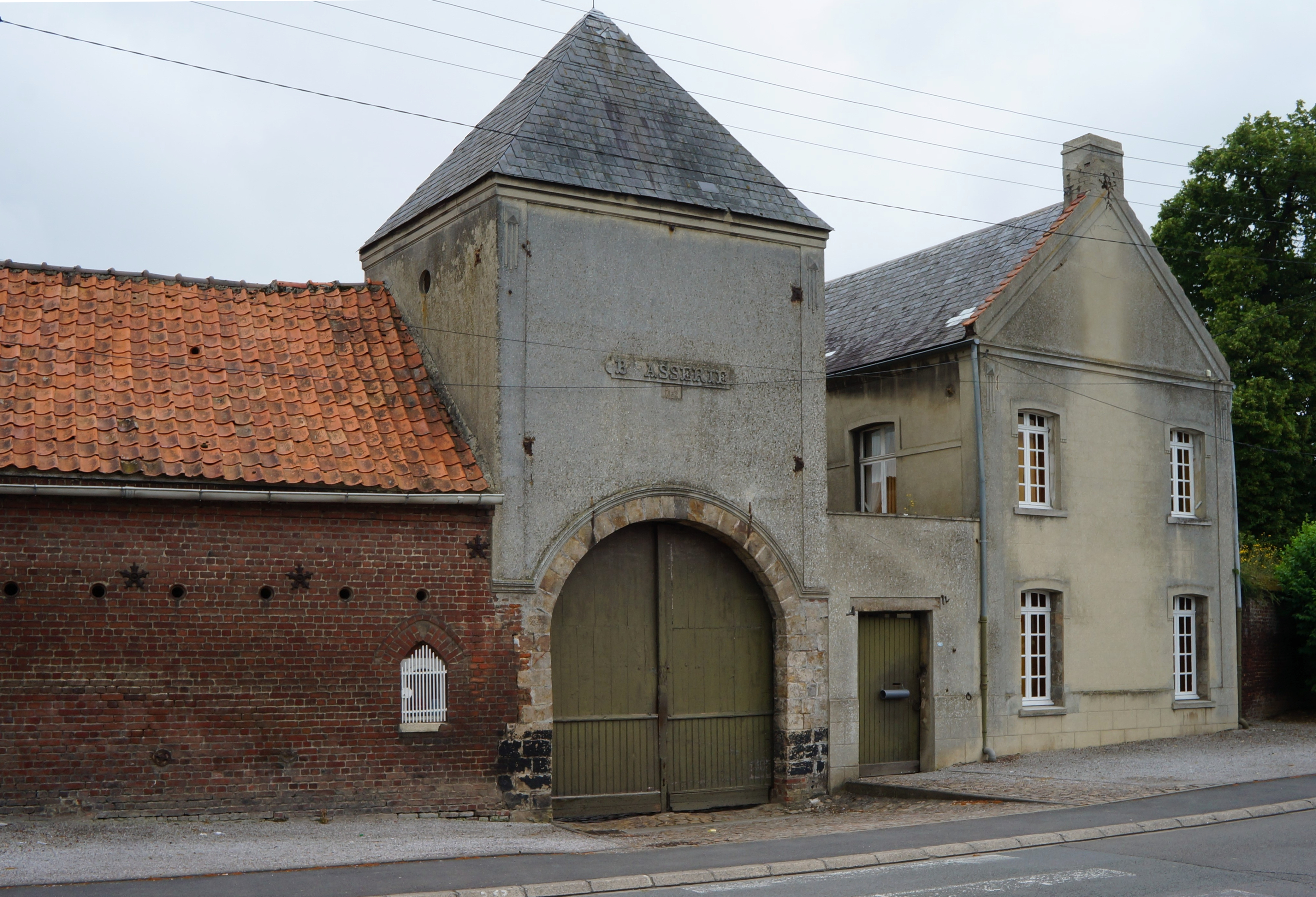
Ehemalige Brauerei